# Pahela Baishakh
Pahela Baishakh (bengaleză পহেলা বৈশাখ, transliterat Pohela Boishakh) sau Bangla Noboborsho (bengaleză বাংলা নববর্ষ)  este prima zi a calendarului bengalez. Este sărbătorită pe 14 aprilie ca sărbătoare națională în Bangladesh, iar pe 14 sau 15 aprilie în statele indiene din Bengalul de Vest, Tripura și Orissa de Nord și părți ale Assam de către oameni de moștenire bengaleză, indiferent de credința lor religioasă.
Data festivalului este stabilită conform calendarului lunisolar bengalez ca fiind prima zi a primei sale luni Boishakh. Prin urmare, aproape întotdeauna se încadrează în aproximativ 14 aprilie în fiecare an în calendarul gregorian. În aceeași zi este sărbătorit în altă parte ca tradiționalul nou an solar și un festival de recoltă și este cunoscut de alte nume precum Vaisakhi în centrul și nordul Indiei, Ugadi în India de Sud Vishu în Kerala și Puthandu în Tamil Nadu. Festivalul este sărbătorit cu procesiuni, târguri și timp în familie. Salutul tradițional pentru Anul Nou bengalez este শুভ নববর্ষ „Shubho Noboborsho”, care este literalmente „Anul Nou fericit”. Festivitatea Mangal Shobhajatra este organizată în Bangladesh. În 2016, UNESCO a declarat această festivitate organizată de Facultatea de Arte Frumoase a Universității din Dhaka, ca moștenire culturală a umanității.

## Legături externe
- Pohela Boishakh 1425
- Pohela Boishakh about[nefuncțională – arhivă]
- Modern Times in Bangladesh, H.W. van Schendel (2001)